# Sofian Chakla
Soufiane Chakla, noto come Sofian (Kenitra, 2 settembre 1993), è un calciatore marocchino, difensore del Larissa.

## Caratteristiche tecniche
È un difensore centrale.

## Carriera

### Club
Cresciuto calcisticamente in Spagna, trascorre la prima parte di carriera fra terza e quarta divisione spagnola fatta eccezione la stagione 2014-2015 trascorsa in Ungheria con il Videoton; nel 2019 viene acquistato dal Villarreal che inizialmente lo aggrega alla propria squadra B. Fa il suo debutto nella Liga il 19 giugno 2020 giocando da titolare il match vinto 1-0 contro il Granada.

### Nazionale
Dopo aver giocato nella nazionale marocchina Under-20, nel 2021 ha esordito in nazionale maggiore.

## Statistiche
Statistiche aggiornate al 14 febbraio 2021.

### Presenze e reti nei club
| Stagione        | Squadra         | Campionato      | Campionato | Campionato | Coppe nazionali | Coppe nazionali | Coppe nazionali | Coppe continentali | Coppe continentali | Coppe continentali | Altre coppe | Altre coppe | Altre coppe | Totale | Totale | Totale |
| Stagione        | Squadra         | Comp            | Pres       | Reti       | Comp            | Pres            | Reti            | Comp               | Pres               | Reti               | Comp        | Pres        | Reti        | Pres   | Reti   |        |
| --------------- | --------------- | --------------- | ---------- | ---------- | --------------- | --------------- | --------------- | ------------------ | ------------------ | ------------------ | ----------- | ----------- | ----------- | ------ | ------ | ------ |
| 2012-2013       | Malaga B        | TD              | 17         | 0          |                 | -               | -               |                    | -                  | -                  |             | -           | -           | 17     | 0      |        |
| 2013-gen. 2014  | Malaga B        | TD              | 4          | 2          |                 | -               | -               |                    | -                  | -                  |             | -           | -           | 4      | 2      |        |
| gen.-giu. 2014  | Betis B         | TD              | 18         | 3          |                 | -               | -               |                    | -                  | -                  |             | -           | -           | 18     | 3      |        |
| 2014-2015       | Videoton        | NB1             | 6          | 0          | CU+CdL          | 2+9             | 0               |                    | -                  | -                  |             | -           | -           | 17     | 0      |        |
| 2015-2016       | La Roda         | SDB             | 23         | 0          | CR              | 0               | 0               |                    | -                  | -                  |             | -           | -           | 23     | 0      |        |
| 2016-mag. 2017  | El Ejido        | SDB             | 23         | 1          | CR              | 0               | 0               |                    | -                  | -                  |             | -           | -           | 23     | 1      |        |
| mag.-giu. 2017  | Almería B       | TD              | 2          | 1          |                 | -               | -               |                    | -                  | -                  |             | -           | -           | 2      | 1      |        |
| 2017-2018       | Almería B       | TD              | 42         | 6          |                 | -               | -               |                    | -                  | -                  |             | -           | -           | 42     | 6      |        |
| 2018-2019       | Melilla         | SDB             | 30         | 2          | CR              | 3               | 0               |                    | -                  | -                  |             | -           | -           | 33     | 2      |        |
| 2019-2020       | Villarreal B    | SDB             | 21         | 1          |                 | -               | -               |                    | -                  | -                  |             | -           | -           | 21     | 1      |        |
| 2019-2020       | Villarreal      | PD              | 2          | 0          | CR              | 1               | 0               |                    | -                  | -                  |             | -           | -           | 3      | 0      |        |
| 2020-gen. 2021  | Villarreal      | PD              | 1          | 0          | CR              | 2               | 1               | UEL                | 0                  | 0                  |             | -           | -           | 3      | 1      |        |
| gen.-giu. 2021  | Getafe          | PD              | 4          | 0          | CR              | 0               | 0               |                    | -                  | -                  |             | -           | -           | 4      | 0      |        |
| Totale carriera | Totale carriera | Totale carriera | 193        | 16         |                 | 17              | 7               |                    | 0                  | 0                  |             | -           | -           | 210    | 17     |        |

### Cronologia presenze e reti in nazionale
| Cronologia completa delle presenze e delle reti in nazionale ― Marocco | Cronologia completa delle presenze e delle reti in nazionale ― Marocco | Cronologia completa delle presenze e delle reti in nazionale ― Marocco | Cronologia completa delle presenze e delle reti in nazionale ― Marocco | Cronologia completa delle presenze e delle reti in nazionale ― Marocco | Cronologia completa delle presenze e delle reti in nazionale ― Marocco | Cronologia completa delle presenze e delle reti in nazionale ― Marocco | Cronologia completa delle presenze e delle reti in nazionale ― Marocco |
| Data                                                                   | Città                                                                  | In casa                                                                | Risultato                                                              | Ospiti                                                                 | Competizione                                                           | Reti                                                                   | Note                                                                   |
| ---------------------------------------------------------------------- | ---------------------------------------------------------------------- | ---------------------------------------------------------------------- | ---------------------------------------------------------------------- | ---------------------------------------------------------------------- | ---------------------------------------------------------------------- | ---------------------------------------------------------------------- | ---------------------------------------------------------------------- |
| 30-3-2021                                                              | Rabat                                                                  | Marocco                                                                | 1 – 0                                                                  | Burundi                                                                | Qual. Coppa d'Africa 2021                                              | -                                                                      |                                                                        |
| 12-6-2021                                                              | Rabat                                                                  | Marocco                                                                | 1 – 0                                                                  | Burkina Faso                                                           | Amichevole                                                             | -                                                                      |                                                                        |
| 12-10-2021                                                             | Rabat                                                                  | Guinea                                                                 | 1 – 4                                                                  | Marocco                                                                | Qual. Mondiali 2022                                                    | -                                                                      | 55’                                                                    |
| 18-1-2022                                                              | Yaoundé                                                                | Gabon                                                                  | 2 – 2                                                                  | Marocco                                                                | Coppa d'Africa 2021 - 1º turno                                         | -                                                                      | 89’                                                                    |
| Totale                                                                 |                                                                        | Presenze                                                               | 4                                                                      |                                                                        | Reti                                                                   | 0                                                                      |                                                                        |

## Palmarès

### Club

#### Competizioni nazionali
- Coppa d'Azerbaigian: 1

Sabah: 2024-2025